# ICE Felix
Fabrica de Calculatoare Electronice FELIX (sau ICE Felix) a luat naștere în 1970 și are ca obiect activitate implementarea de sisteme electronice pe baza licențelor achiziționate de la compania olandeză FRIDEN și CII (Franța) încă din anul înființării, precum și pe contracte de cooperare pe termen lung cu firme din Statele Unite cum ar fi: AMPEX, PERTEC, DATA PRODUCTS, CENTRONICS. La jumătatea anilor 1970 ICE Felix a început fabricarea unor familii de mini și microcalculatoare. Începând cu mijlocul anilor 1980, a trecut la realizarea de Home Computers.
După 1989, ICE Felix a realizat colaborări cu firme precum: IBM, Advantech, Sun, DEC, Logitech, Hewlett-Packard.
În martie 2008, compania a vândut mai multe terenuri și construcțiile aferente, deținute în zona Pipera din București, pentru 6 milioane euro.
Compania este deținută în proporție de 45,68% AVAS, în timp ce Felix IT are o cotă de 23,58%, iar SIF Oltenia deține o participație de 12,23%.
Număr de angajați în 2004: 200
Cifra de afaceri în 2006: 3,1 milioane lei

## Produse

### Calculatoare românești
- seria Felix C
- seria Felix MC
- seria Felix FC
- seria Felix M
- seria CORAL
- seria HC
- CoBra
- CUB și CUB-Z
- Felix PC
- PC x286, x386, Pentium